# Cartas a Beatriz
Cartas a Beatriz es una telenovela colombiana de 93 capítulos escrita por Fernando Soto Aparicio y dirigida por Luis Eduardo Gutiérrez. Fue realizada por RTI Televisión para el Canal Nacional en 1969 y sus protagonistas fueron Raquel Ercole, Julio César Luna y Rebeca López.

## Argumento
La historia cuenta las peripecias de un galán (Julio César Luna) enamorado de una mujer casada llamada Beatriz (Raquel Ercole), a quién le escribe cartas de amor.

## Reparto
- Raquel Ercole ... Beatriz
- Julio César Luna
- Rebeca López
- Alí Humar
- Hernando Casanova
- Gloria Gómez ... Consuelo
- Alberto Jiménez
- Amparo Grisales

## Premios y nominaciones
| Premio                | Categoría        | Nominados              | Resultado | Ref.  |
| --------------------- | ---------------- | ---------------------- | --------- | ----- |
| Premios El Espectador | Mejor Libretista | Fernando Soto Aparicio | Ganador   | [ 4 ] |